# Miles Davis All Star Sextet
Miles Davis All Star Sextet è un album di Miles Davis pubblicato dalla Prestige Records nel 1954.

## Il disco
Realizzato come LP a 10 pollici, l'album non è stato mai ristampato nel formato più grande o su CD. I due lunghi brani contenuti, registrati nel nuovo studio di Rudy Van Gelder il 29 aprile del 1954 furono comunque inclusi in edizione rimasterizzata dallo stesso Van Gelder nell'album a 12 pollici Walkin' del 1957, insieme ad altre registrazioni realizzate da Davis sempre col pianista Horace Silver alcune settimane prima.
Il disco è attribuito a Miles Davis e a un sestetto di "tutte stelle" costituito dal trombonista J. J. Johnson, dal batterista Kenny Clarke, entrambi veterani del bebop, da Percy Heath, all'epoca collaboratore abituale del trombettista e da Horace Silver, con il quale Davis registrò moltissimo materiale nella primavera di quell'anno, sia per la Prestige che per la Blue Note Records. La formazione fu completata da un altro veterano del bebop, Lucky Thompson al sassofono tenore, uno dei pochi musicisti che utilizzava abitualmente il sassofono soprano e che in tal senso influenzerà John Coltrane nel decennio successivo.
Walkin' divenne uno dei cavalli di battaglia di Miles Davis e contribuì al rilancio della carriera del trombettista dopo il tentativo di disintossicazione dall'eroina avvenuto alla fine del 1953 dopo un lungo periodo di appannamento.

## Tracce
Lato A
1. Walkin' - (Richard Carpenter) - 13:24

Lato B
1. Blue 'n' Boogie - (Dizzy Gillespie, Frank Paparelli) - 8:15

## Formazione
1953
- Miles Davis - tromba
- J. J. Johnson - trombone[3]
- Lucky Thompson - sassofono tenore
- Horace Silver - pianoforte
- Percy Heath - contrabbasso
- Kenny Clarke - batteria

## Edizioni
- 1954 – LP 10", Prestige Records PRLP 182